# 인천법
인천법(人天法) 또는 인천보(人天報)는 불교 금강경 야보(冶父)송에서 복진타락(福盡墮落)이다. 인천법은 대단한 복짓기지만, 불법의 의미로는 다음 생애, 내생에는 꿈에도 불법을 보지 못할 부정적인 공덕 쌓기를 말한다.

## 같이 보기
- 금강반야바라밀경
- 금강경삼가해 권1
- 인내천
- 인천안목
- 고려의 유교#국자감과 유불도 혼합의 시대
- 정도전#전국적인 토지 몰수와 균등 재분배
- 억불 정책
- 공도 정책
- 쇄국정책#조선
- 인천광역시#조선시대
- 9·11 테러
- 파룬궁#박해
- 인천 (동음이의)
- 수주로